# Feodosija
Feodosija (ryska: Феодо́сия uttal (fil); (ukrainska: Феодо́сія, krimtatariska: Kefe), äldre Kaffa, är en hamnstad på Krimhalvöns sydkust mot Svarta havet. Folkmängden uppgår till cirka 70 000 invånare. Majoriteten är ryssar och det viktigaste språket är ryska; även ukrainska talas. Staden administrerar även en del omgivande landsbygd och några mindre orter, varav den största är Prymorskyj (cirka 15 000 invånare). Viktiga näringar är turism, fiske, bryggning och konserveringsindustri.

## Historia
Feodosija uppfördes på 500-talet f.Kr. av joniska grekiska kolonisatörer från Miletos under namnet Theodosia (Θεοδοσία), ur vilket det slaviska namnet utvecklats. Området blev känt för dess rika jordbruksbygd, av vilken stadens handel var beroende. Området var under antiken del av Bosporanska riket. 
Theodosia förstördes av hunner på 300-talet e.Kr. Under de följande nio hundra åren förblev Theodosia en mindre by och behärskades under denna tid av Romarriket, goter, khazarer, Bysans, kiptjaker, från 1204 till 1261 Venedig, och därifrån av mongoler (Gyllene horden), som dock sålde staden till republiken Genua år 1266. Från 1296 till 1307 var Kaffa återigen under Venedig, sedan igen under Genua. En blomstrande handel uppkom i staden, som av italienarna benämndes Caffa. Staden hade i stort sett monopol på handeln på Svarta havet och tjänade som främsta hamn och administrativt centrum för de genuesiska kolonierna runt havet, styrd av en konsul. Staden kom att hysa en av Europas största slavmarknader.
Troligen spred sig Digerdöden från Asien via Kaffa år 1347 till resten av Europa. En smittbärande mongolisk här under Janibeg belägrade staden mellan 1346 och 1347; då krigarna insjuknade slängdes liken i katapulter in i staden, och smittade där stadsborna. Då de genuesiska köpmännen flydde hem till Italien förde de smittan med sig. 
Då genuesarna började lägga sig i den osmanska vasallstaten Krimkhanatet erövrade den osmanske befälhavaren Gedik Ahmet Pasha staden år 1475. Kaffa, på turkiska Kefe, blev en av de viktigaste osmanska hamnarna vid Svarta havet. Den osmanska staden föll för Tsarryssland tillsammans med resten av Krim 1783. Den bytte officiellt namn till Feodosija (Феодосия), en slavifiering av det grekiska namnet, år 1802.
Under andra världskriget erövrades staden två gånger av tyska trupper, vilket gjorde skada på staden.
Staden var under ukrainsk administration 1991-2014.